# Materia de Troya
Se conoce como materia de Troya a un tema literario del mundo medieval occidental que alude no sólo a los hechos bélicos relativos a la destrucción de Troya, sino también a la historia, la política, la cultura, y las costumbres de la Antigua Grecia, y, de manera especial, a su mitología. Porque, de hecho, la materia troyana constituye una "materia de Grecia".
En el mundo medieval, desconocedor del griego, la influencia de la obra de Homero no se produjo de forma directa, sino a través de la llamada Ilias latina, resumen tardío (puede que del siglo I d. C.) de la Ilíada en hexámetros latinos. 
El conocimiento fundamental que se tiene en la Edad Media de la leyenda de Troya procede básicamente de las Ephemerides belli Troiani de Dictis de Creta, del De excidio Troiae historia, de Dares Frigio y de las obras derivadas de ellos: el Roman de Troie de Benoît de Sainte-Maure y la Historia destructionis Troiae de Guido delle Colonne. 
En cuanto a la Eneida, la otra gran fuente clásica sobre el tema, era poco asequible para los lectores comunes del Medievo, que se alejaban cada vez más del latín clásico y se entendían mejor con la lengua sencilla de Dictis y Dares.
Por lo tanto, ante el ciclo troyano, los autores medievales podían adoptar tres posturas: 
1. La heterodoxa, que es la que predomina en todo el Medievo hispano y europeo, representada por las obras de Dictis, Dares, Guido de Colonna y Benoît de Sainte-Maure.
2. La homérica u ortodoxa, con la Ilias latina, el Excidium Troiae, y el Libro de Alexandre en España.
3. La intermedia o ecléctica, desarrollada por Alfonso X en su General estoria.

La reconstrucción más importante e influyente de esta materia argumental la constituyen las Sumas de Historia troyana, que son una versión miscelánea en la que se han integrado las fuentes que en el párrafo anterior hemos denominado "heterodoxas" con extraordinaria habilidad y que son trabajadas con procedimientos similares a los alfonsíes (al menos en lo que afecta al cotejo de varios relatos en busca de la verdad). De hecho, es clara la influencia de la General estoria en dos aspectos:
1. El análisis de las historias mitológicas como "figuras" que encubren verdades fácilmente discernibles mediante la técnica de la exégesis textual.
2. La actualización de las antiguas narraciones, ajustándolas a la visión ideológica que se intenta servir con la obra.

Los 253 capítulos de las Sumas articulan nueve líneas argumentales que Fernando Gómez Redondo agrupa así:
A. Orígenes de Troya:
1. Fundación de la ciudad, capítulos 1-12.
2. Primeras destrucciones: 13-17.
3. Tercera destrucción: 17-58.

B. Guerra de Troya:
1. Guerra entre griegos y troyanos: 59-175.
2. Regreso de los griegos:[1] 176-191.

C. Materia de Roma:
1. Estoria de Eneas:[2] 192-214.
2. Estoria de Bruto:[3] 215-237.

D. Historias diversas:
1. Fábula de Procne:[4] 238-251.
2. Estoria de Edipo:[5] 252-253.

En cualquier caso, no debe creerse que este texto es un fenómeno aislado en la literatura medieval española, ya que unos años antes se había redactado la Historia troyana polimétrica, además de los resúmenes que sobre esta materia se incluyeron en la General estoria y en el Libro de Alexandre.